# Війтівці (селище)
Війті́вці (колишнє Подільське) — селище в Україні, центр Війтовецької селищної територіальної громади Хмельницького району Хмельницької області. Населення 811 мешканців (перепис 2022). Залізнична станція на лінії Гречани — Тернопіль. Через смт проходить автошлях Ужгород — Тернопіль — Кропивницький — Донецьк (E50).

## Історія
Станція Війтівці була утворена в 70-х роках ХІХ століття, коли в Україні після реформи 1861 року почалося будівництво залізниці Жмеринка-Волочиськ. На цьому місці було вирішено збудувати станцію. Народний переказ розповідає про те, що в цих місцях залізниця проходила через володіння поміщика Войтовича, який сприяв прокладанню залізниці та будівництву станції. Від його імені і пішла назва станції та село Війтівці. Пізніше село Війтівці було перейменовано на Подільське. Першими робітниками станції та обслуговуючим персоналом були селяни з навколишніх сіл: Кривачинець, Криштопівки та Війтовець.
В кінці ХІХ на початку ХХ століття поселення було малочисельним, тут проживали працівники залізниці і пошти. До 20-х років на станції не було житлових будинків, лише в будинку, де тепер знаходиться пошта, жив поміщик Туркевич. Після спорудження заліз. вокзалу цей будинок використовувався як готель. За переказами, у 1916 р. станцію оглядав цар Микола ІІ, подорожуючи з прифронтового Волочиська до Петрограда.
7 (20) листопада 1917 року, відповідно до Третього Універсалу Української Центральної Ради, увійшло до складу Української Народної Республіки.
Розбудова населеного пункту розпочалася після 1920 року. До 1927 року населення станції Війтівці становило 10 чоловік, та з будівництвом маслозаводу та Райспоживспілки, а в 1929 році — МТС, населення різко збільшилося.
З 7 березня 1923 року по 3 лютого 1931 року Війтівці входили до складу Війтовецького району з центром спочатку у селі Війтівці, а потім у селі Купіль.
В 1925 році було створено підсобний пункт хлібопродуктів, який заготовляв зерно для держави. В 1926—1927роках хліб приймали в орендованих складах на залізниці. В 1928 році почалося будівництво великих складів ємністю 125000т зерна. Під час Німецько-радянської війни всі склади були знищені німецькими загарбниками. В 1946 році почалося будівництво нового хлібоприймального пункту та поступова механізація трудомістких процесів — були задіяні пересувні транспортери, які заміняли працю 40 робітників та самоподавачі, повністю механізовано очистку зерна, сушіння і вантаж. У вересні 1963 року вступила в дію поточна механізована лінія для приймання кукурудзи потужністю 240 тон на годину. Діє новозбудована залізнична лінія. Для робітників і службовців підприємства у 1957—1963 роках спорудили житлові будинки на 13 квартир та лазню, яка працювала щоденно.
В 1928 році завершилося будівництво маслозаводу. Молоко сепарували ручними сепараторами і збивали масло вручну. Молоко на завод зобов'язані були здавати колгоспи і селянські господарства. Кожному селянинові доводили план здачі молока. Вже 1963 році на заводі працювало 88 робітників і службовців. Устаткування заводу удосконалюється. Виготовляють морозиво.
В 1929 році вступила в дію МТС, яка була однією з перших на правобережній Україні. Агрохімічна лабораторія МТС в 1940 році обслуговувала 18 колгоспів. За високі показники в роботі лабораторія була занесена в списки кандидатів учасників Всесоюзної сільськогосподарської виставки 1941 року.
Під час організованого радянською владою Голодомору 1932—1933 років померло щонайменше 103 жителі селища. На сьогодні встановлено імена 89 з них на підставі даних Книг актів реєстрації цивільного стану Державного архіву Хмельницької області.
В 1950-х роках на базі МТС була створена філія Волочиського райоб'єднання «Сільгосптехніка» . В 1963 році тут працює 217 робітників і службовців. В 1962 році «Сільгосптехніка» обслуговувала 33 колгоспи. Тракторний парк зріс до 377 тракторів загальною потужністю 8618 кінський сил, зернових комбайнів — 101, автомашин — 298. Тут побудовано склад для запчастин, майстерню з токарним та слюсарним верстатами, майстерню для регулювання пальних апаратур, мідно-заливний цех, спеціальний цех по ремонту і реставрації авторезини, кузня, цех по виготовленню черепиці, склад ГСМ, склад мінеральних добрив, електрозварювальний цех, столярний цех та приміщення контори.
В 1938 році від МТС був відділений Війтовецький автопарк «Сільгосптранс». До 1949 року в ньому налічувалося вже 37 автомашин, які призначались для перевезення зерна та цукрових буряків з колгоспів, для будівництва асфальтового шосе Хмельницький — Волочиськ, а також на будівництві доріг в Бучачі, Деражні. Після 1949 року кількість автомашин підприємства значно збільшується. В 1950 році новатори автопарку, при вивезені цукрових буряків, вперше на Україні застосували розгрузочні сітки. В 1957 році підприємство нараховувало вже 91 трактор, 32 зернових та 33 бурякозбиральних комбайни.
В 1935 році була побудована Війтовецька лікарня міжрайонного значення на 100 ліжок, яка містилася у великому двоповерховому будинку. Під час війни в 1941році приміщення лікарні було повністю зруйноване німецькими загарбниками. В 1945 році була відкрита Війтовецька лікувальна амбулаторія. В 1959 році за допомогою «Сільгосптехніки» було відкрито дільничну лікарню на 25 ліжок. В 1963 році лікарня була забезпечена рентген-кабінетом та родильним відділенням.
У період німецько-радянської війни станція була повністю зруйнована. 6 березня 1944 року нацистські війська вибиті 16-ю бригадою полковника Всеволода Ривжа.
7 березня 1946 село Війтівці перейменовано на село Подільське і Війтовецька сільська рада — на Подільську.
Після війни в 1950 році було збудовано нове приміщення залізничної станції, відкрито восьмирічну та вечірню середню школи робітничої молоді.
Війтовецька дільнична ветлікарня побудована в 1955 році. В 1958 році на базі ветлікарні було відкрито Війтовецьку станцію штучного запліднення тварин. На станції працює 20 спеціалістів .
В 1957 році побудовано цегельний завод міжколгоспної будівельної організації. Протягом 1962 року підприємство значно розширилося: введено в дію черепичний цех, сарай для сушіння цегли.
Статус смт із 1970 року. Війтівці до 1970 року входили до складу Кривачинецької сільської ради. Війтовецька селищна рада створена 22 жовтня 1970 року.
9 травня 2001 року в селищі Війтівці підключено природний газ. Вже в 2006 році майже все селище газифіковано.
1 вересня 2001 року закінчено будівництво та введено в дію нову загальноосвітню школу І-ІІІ ступенів на 180 учнів. Перша ж школа у селищі була відкрита в 1958 р. в колишньому жилому будинку службовців Райспоживспілки. Крім цього, в цьому ж приміщенні була розміщена вечірня середня школа для робітничої молоді.

## Релігія
- церква Преображення Господнього (2005, УГКЦ)

## Населення

### Мова
Розподіл населення за рідною мовою за даними перепису 2001 року:
| Мова            | Кількість | Відсоток |
| --------------- | --------- | -------- |
| українська      | 927       | 98.93 %  |
| російська       | 8         | 0.85 %   |
| румунська       | 1         | 0.11 %   |
| інші/не вказали | 1         | 0.11 %   |
| Усього          | 937       | 100 %    |

## Відомі люди
- Пастух Олександр Леонідович (1981—2023) — український військовослужбовець, учасник російсько-української війни[9]
- Ващук Павло Валерійович (1989—2024) — український військовослужбовець, учасник російсько-української війни[10]

## Галерея

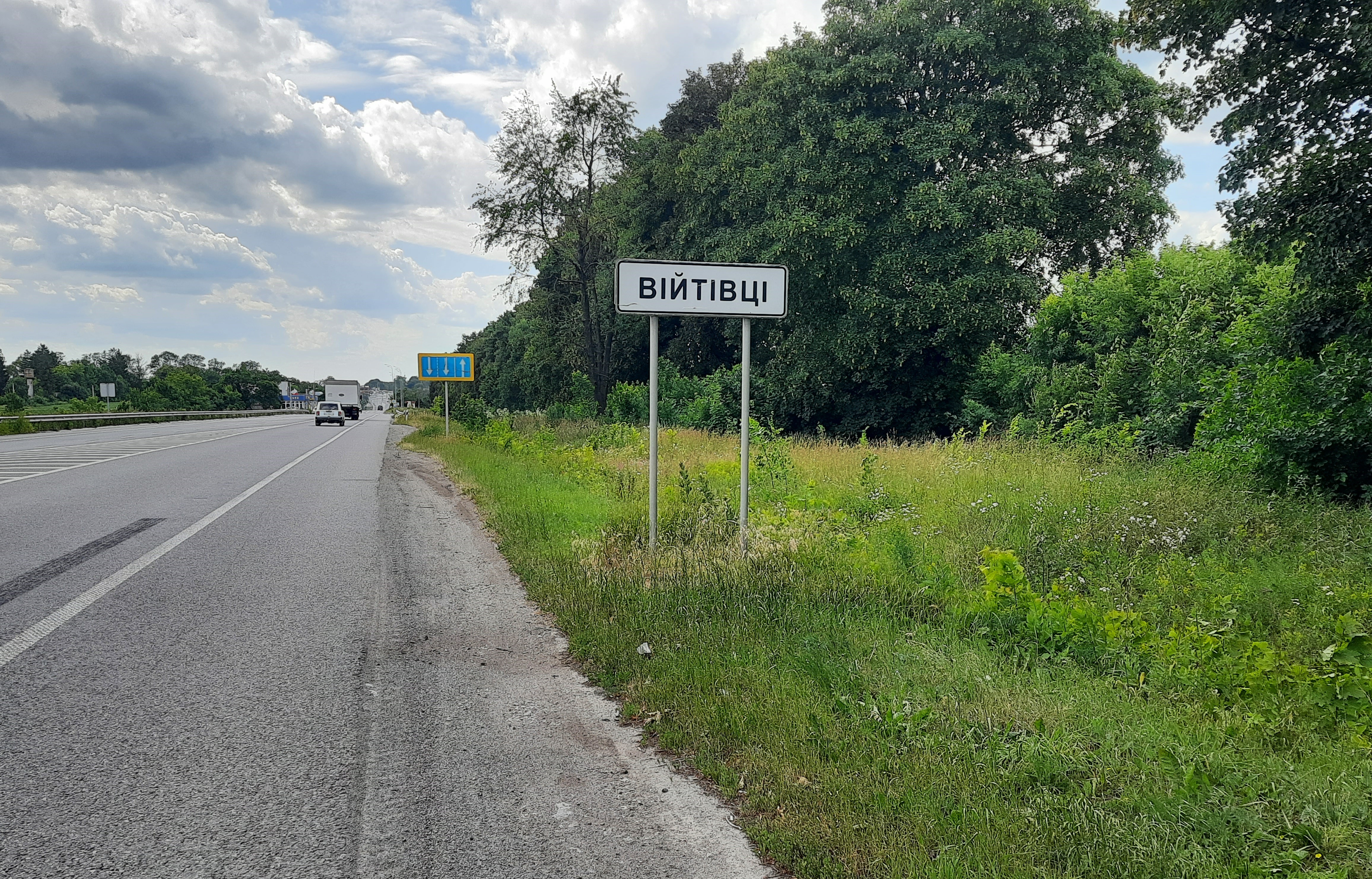
Дорожній знак при в'їзді в село
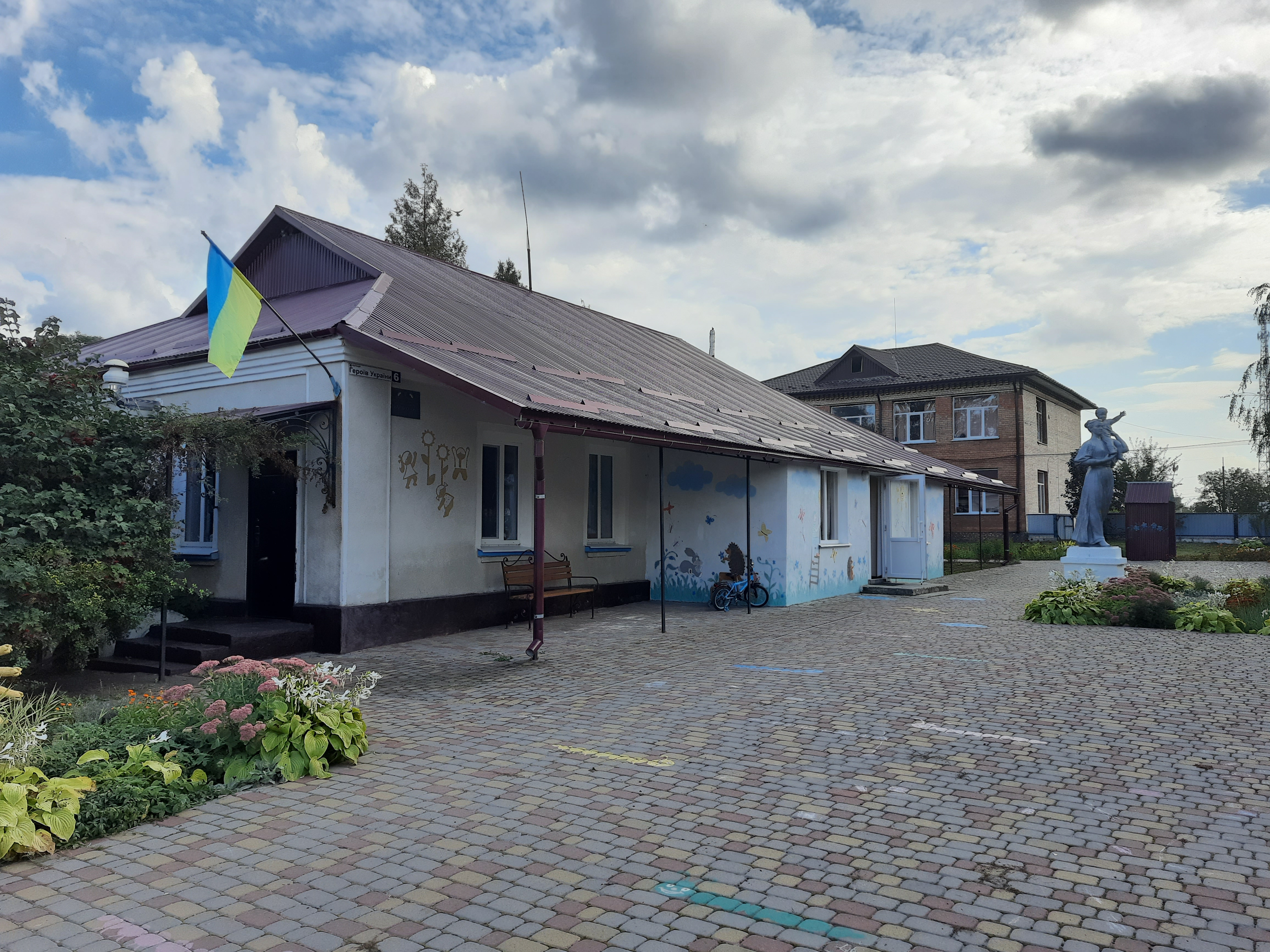
В центрі села
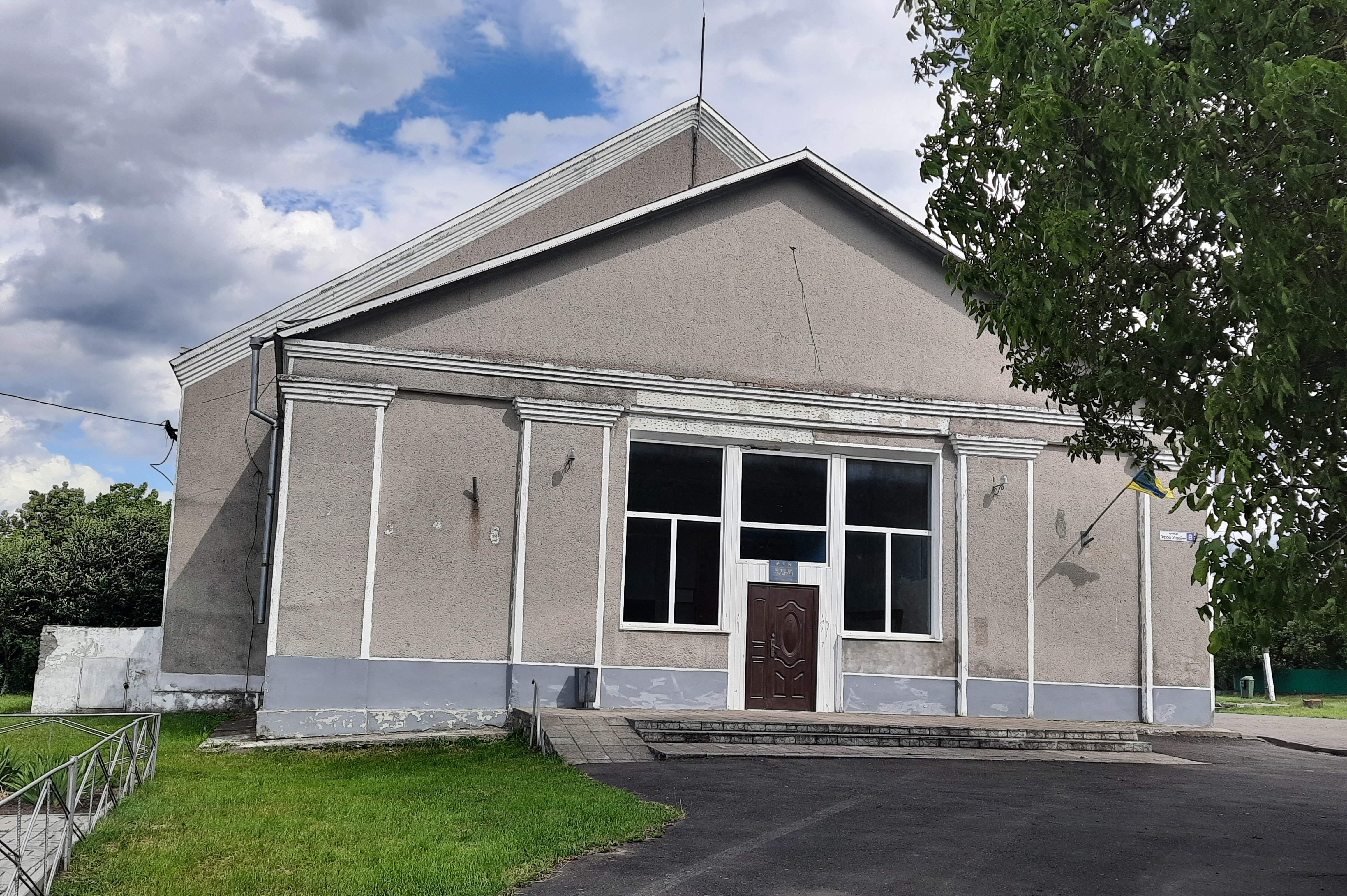
Будинок культури
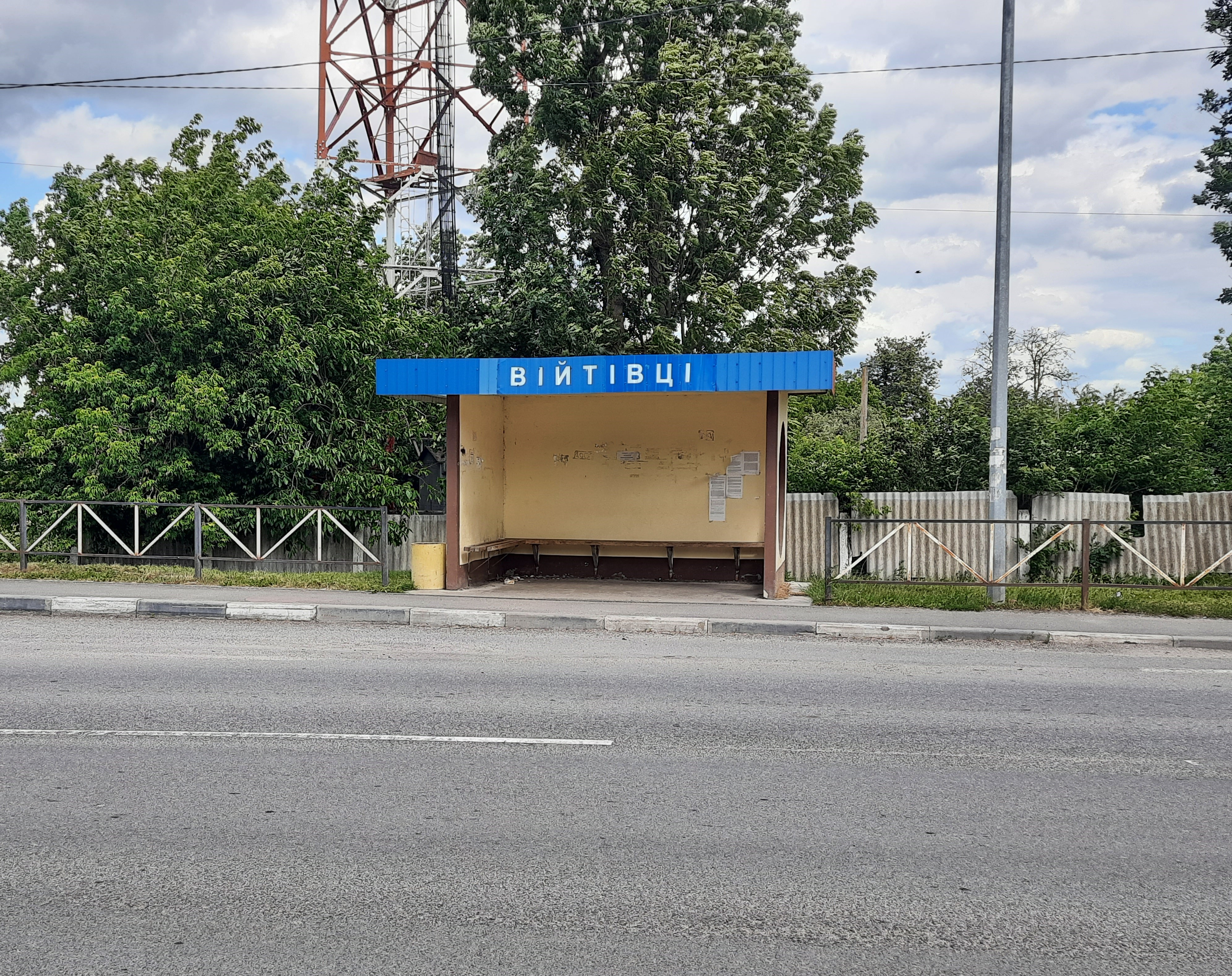
Автобусна зупинка